# 元结
元结（723年—772年5月26日），字次山，号漫郎、猗玕子，河南鲁山人。唐朝进士、官员。

## 生平

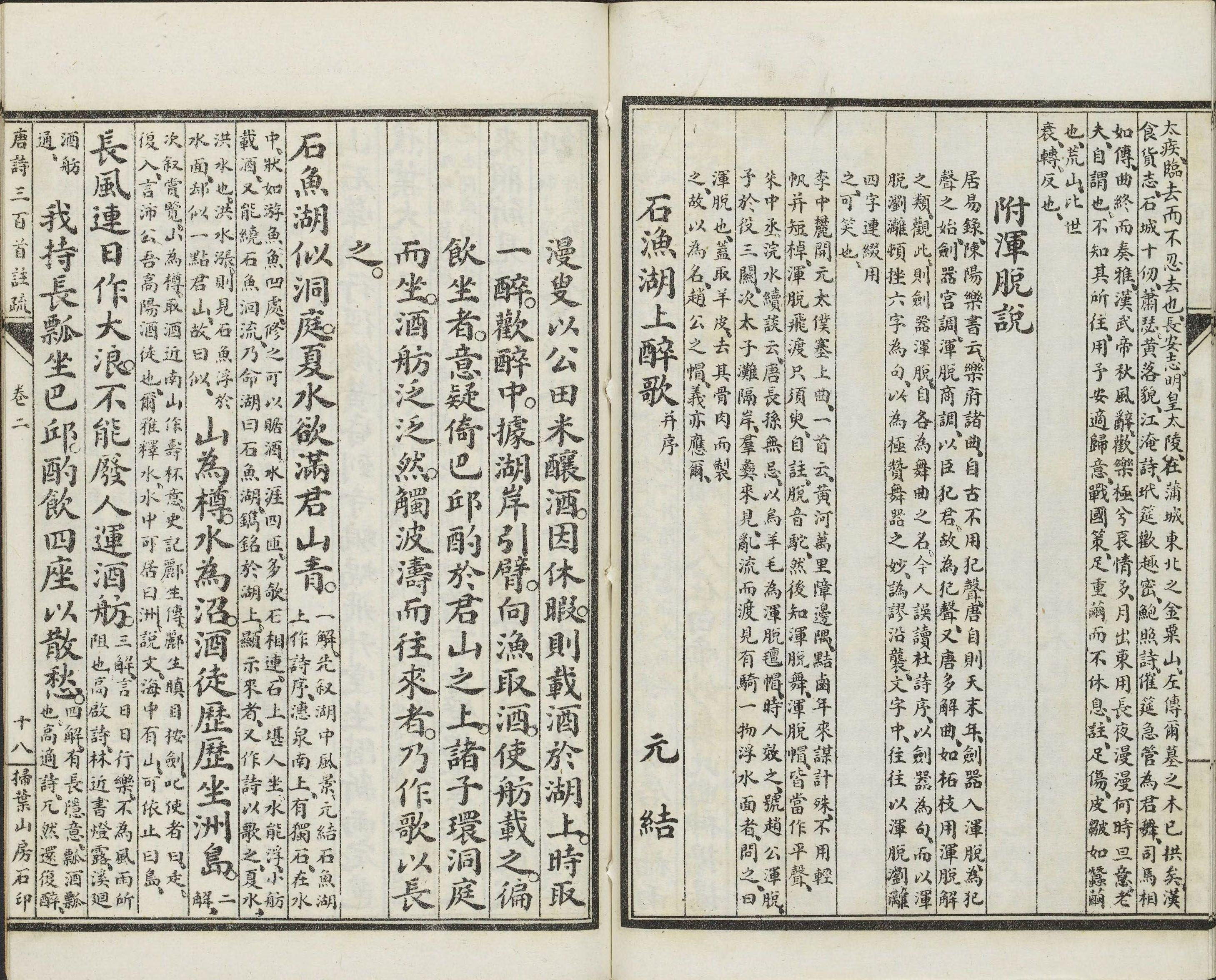
《唐诗三百首注疏》中的《石鱼湖上醉歌》，民国二十年上海扫叶山房石印本

北魏常山王拓跋遵的十二代孙，尚书都官郎中、常山郡公元善祎的玄孙，朝散大夫、褒信令、常山公元仁基的曾孙，霍王府参军元亨的孙子，魏成主簿、延唐丞元延祖的儿子。天宝十二载（753年）进士，复举制科。奉召，上《时议》三篇。安史之乱，史思明攻克洛阳，他到长安向唐肃宗上书。被任命为左金吾卫兵曹参军、监察御史。761年，任山南道节度使参谋，守泌阳，抗击史思明军，保住了十五座城。以功迁监察御史里行，历任水部员外郎。宝应元年（762年），唐代宗即位后，为著作郎。追赠其父元延祖为左赞善大夫。763年，出任道州刺史，为民营舍给田，减轻赋税，免除徭役，流亡归者万余人。第二年，为容管经略使，加左金吾卫将军，几个月内，安定了容管八州。大历七年（772年），罢还京师。逝世后，追赠礼部侍郎。
有二子元以方、元以明。元结有《元次山集》，已散佚。作诗注重反社会现实和人民疾苦，所作《舂陵行》《贼退示官吏》等，受杜甫推崇。散文也多涉及时政，文风古朴。明朝人辑有《元次山文集》，又曾编选《箧中集》。

## 元次山碑
元次山碑全称《唐故容州都督兼御史中丞本管经略使元君表墓碑铭并序》，亦称《元鲁山铭》。颜真卿撰并书丹，唐大历七年（772年）11月刻立。据清王昶《金石萃编》载：碑高八尺（190厘米），宽三尺九寸（95厘米）。厚28厘米，两面各17行，两侧各4行，每行33至35字不等，全文约1390字。碑在河南鲁山县城北15公里青条岭泉上村元结墓前，元朝时移到县城文庙中，碑为残碑，现字迹更是磨灭不清。此碑书于颜真卿63岁时，其字浑厚雄健，气势磅礴，是他的代表作品之一。